# North American Soccer League Indoor
La North American Soccer League Indoor fu la lega professionistica che, dal 1971 al 1984, organizzata dalla North American Soccer League, fu il campionato di vertice nordamericano di indoor soccer. I tornei, che ebbero vari formati, si svolgevano nel periodo invernale, a cavallo delle stagioni regolari. L'ultimo torneo si disputò nel 1984.

## Storia
Negli Stati Uniti d'America il calcio aveva sin dalle sue origini difficoltà ad imporsi a causa della concorrenza con sport più radicati come il baseball, il football americano ed il basket; solo a partire dal 1968 nacquero i primi campionati professionistici locali, la USA e la NPSL che poi l'anno seguente diedero origine alla NASL. Proprio la NASL organizzò nel 1971 il primo campionato indoor per riempire il vuoto sportivo della pausa invernale: il torneo, che univa alcune regole del calcio con quelle dell'hockey, venne vinto dal Dallas Tornado ma non ebbe immediato seguito.
Il successo dell'indoor soccer è da attribuire alla tournée effettuata dalla selezione di calcio dell'Armata Rossa sovietica che, nel febbraio 1974 affrontò dapprima una selezione All-Star della NASL e poi i campioni in carica NASL del Philadelphia Atoms. Nonostante le sconfitte subite, il successo di pubblico e di critica indusse la NASL a creare un vero e proprio campionato indoor per le stagioni 1975 e 1976.
Dopo altri due mini tornei ad inviti nel 1978 e 1979, la nascita nel 1978 di una lega concorrente, la MISL, spinse definitivamente la NASL a organizzare regolari campionati indoor nella stagione invernale, fino al proprio fallimento nel 1984.

## Albo d'oro
| Stagione  | Vincitore         | Risultato    | Finalista         | Capocannoniere                                                                           | MVP                                                       |
| --------- | ----------------- | ------------ | ----------------- | ---------------------------------------------------------------------------------------- | --------------------------------------------------------- |
| 1971      | Dallas Tornado    | 3-0          | Rochester Lancers | M. Renshaw (Dallas Tornado) J. Benedek (Dallas Tornado) D. Popović (St. Louis Stars)     | M. Renshaw (Dallas Tornado)                               |
| 1975      | S.J. Earthquakes  | 8-5          | T.B. Rowdies      | P. Child (S.J. Earthquakes)                                                              | P. Child (S.J. Earthquakes) M. Gavrić (S.J. Earthquakes)  |
| 1976      | T.B. Rowdies      | 6-4          | Rochester Lancers | G. Visnyei (S.J. Earthquakes)                                                            | C. Best (T.B. Rowdies)                                    |
| 1978      | Tulsa Roughnecks  | 9-5          | Minnesota Kicks   | N. Zec (Tulsa Roughnecks) R. Garber (Washington Diplomats) M. Dovedan (Tulsa Roughnecks) | N. Zec (Tulsa Roughnecks) T. Molnár (Tulsa Roughnecks)    |
| 1979      | Dallas Tornado    | /            | T.B. Rowdies      | J. Ryan (Dallas Tornado)                                                                 |                                                           |
| 1979-1980 | T.B. Rowdies      | 4-5 10-4 1-0 | Memphis Rogues    | D. Byrne (Atlanta Chiefs)                                                                |                                                           |
| 1980-1981 | Edmonton Drillers | 9-6 5-4      | Chicago Sting     | K. Granitza (Chicago Sting)                                                              | K. Haaskivi (Edmonton Drillers)                           |
| 1981-1982 | San Diego Sockers | 9-7 10-5     | T.B. Rowdies      | G. Visnyei (San Diego Sockers)                                                           | G. Visnyei (San Diego Sockers)                            |
| 1983      | T.B. Rowdies      | 5-4          | Montréal Manic    | L. Abrahams (Tulsa Roughnecks) D. Mitchell (Montréal Manic)                              | L. Abrahams (Tulsa Roughnecks) M. Cerbah (Montréal Manic) |
| 1983-1984 | San Diego Sockers | 5-2 10-4 7-3 | N.Y. Cosmos       | S. Žungul (G.B. Earthquakes)                                                             | Jean Willrich (San Diego Sockers)                         |

### Vittorie per squadra
| Squadra           | Vittorie |
| ----------------- | -------- |
| T.B. Rowdies      | 3        |
| Dallas Tornado    | 2        |
| San Diego Sockers | 2        |
| S.J. Earthquakes  | 1        |
| Tulsa Roughnecks  | 1        |
| Edmonton Drillers | 1        |